# شاهزاده‌نشین نووهورود-سیورسک
شاهزاده‌نشین نووهورود-سیورسک (اوکراینی: Сіверське князівство) یک شاهزاده‌نشین قرون وسطی مردم روس (واریاگ) بود و در شهری که هم‌اکنون نووهورود-سیورسکیی نامیده می‌شود تمرکز یافته بود. این شاهزاده‌نشین احتمالاً در سال ۱۱۳۹ میلادی تشکیل شده باشد.